# Gombás-barlang (Pilisszentkereszt)
A Gombás-barlang a Duna–Ipoly Nemzeti Parkban lévő Pilis hegységben, Pilisszentkereszten található egyik barlang.

## Leírás
A Gombás-barlang Pilisszentkereszt külterületén, fokozottan védett területen helyezkedik el. A 62 méter hosszú barlang a Vaskapu-völgy felső elágazásától Ny-ra induló völgy K-i oldalán helyezkedik el. Az elágazástól felfelé induló völgy talpán végighúzódó ösvényről fel kell kapaszkodni a sziklás, bal oldali völgyoldalba, majd egy kb. 4–6 méter magas sziklaborda mellett elhaladva lehet elérni a barlang bejáratához. A bejáratot az előtte felhalmozott kis depó miatt is könnyen fel lehet ismerni, melybe sok avar, és törmelékkőzet lett lerakva.
A meredeken lejtő barlang oldott folyosójában sok képződmény található. Függőcseppkövek, szalmacseppkövek, heliktitek, borsókövek és montmilch is megfigyelhető benne. A továbbkutatásra alkalmas, könnyen megközelíthető, engedély nélkül megtekinthető barlang bejárásához barlangjáró alapfelszerelés használata szükséges.
1984-ben volt először Gombás-barlangnak nevezve a barlang az irodalmában.

## Kutatástörténet
Az 1967-ben napvilágot látott, Pilis útikalauz című könyvben meg van említve, hogy a Szoplák-völgyi-barlang környékén, a Vaskapu-völgyben sok kis üreg bújik meg a bokrok között. Az 1974-ben megjelent, Pilis útikalauz című könyvben, a Pilis hegység és a Visegrádi-hegység barlangjainak jegyzékében (19–20. old.) meg van említve, hogy a Pilis hegység és a Visegrádi-hegység barlangjai között vannak a Vaskapu-völgyi barlangok. A Pilis hegység barlangjait leíró rész szerint egy erdei kunyhó mellett befordul a kék négyzet jelzésű turistaút a Vaskapu-völgybe, majd kb. fél km után, az út mellé lehúzódó sziklás hegyoldalban üregek és kis barlangok egész sora található. Ezek a vaskapu-völgyi barlangok (kőfülkék, sziklaodúk), amelyek közül kiemelkedik méreteivel, cseppköveivel és érdekes formáival a Pilis-barlang.
Az Esztergomi Karszt- és Barlangkutató Csoport 1984. évi jelentésében az olvasható, hogy a csoport tagjai 1984 decemberében terepbejáráson voltak a Vaskapu-völgyben. Ekkor egy nyílás párolgását vették észre. Sikerült lejutniuk a barlangba, miután a beékelődött kőtömböket eltávolították. A barlang egy tektonikus hasadék, mely nagyon hasonló a Pilis-barlang lejárati részéhez. Ebben a hasadékjáratban kb. 30–35 m-t haladtak, majd egy szűk rész megakadályozta a továbbjutást. A szűk rész leküzdése nagyon nehéz, mert derékszögben helyezkedik el. Ez a végpont a barlangbejárattól 5 m-rel lejjebb van. Megpróbálták a kitöltés szintjének lesüllyesztésével átjárhatóvá tenni a szűkületet. A munkahely szűk és lejt, ezért a munka nagyon lassan haladt.
A végponti nyílás továbbra is biztatóan huzatos volt és nagyon visszhangzott. A lyukba bedobált kövek legalább négyszer pattannak (tompán az agyagkitöltésen és nem a falak között). Következő alkalommal az anyag kiszállítási nehézségeit próbálták csökkenteni (pl. a meredek bejárati szakasz biztonságosabbá tételével, beomlott kövek eltávolításával). Némileg csökkentették a magasságot, a végpontnál lévő bontandó helyet pedig bővítették. Idáig jutottak 1984-ben a Gombás-barlang feltárásával. A munkát a felfedezés téli időpontja és a hideg időjárás is lassította. A barlang a Vaskapu-völgy jobb oldali völgyoldalán, a Vaskapu-hegy (646 m) csúcsától Ny-ra, kb. 220 m-re fekszik. A kézirathoz mellékelve lett a Gombás-barlang alaprajz térképvázlata és egy helyszínrajzvázlat, amely bemutatja a barlang földrajzi elhelyezkedését. A helyszínrajzvázlaton jelölve van az É-i irány.

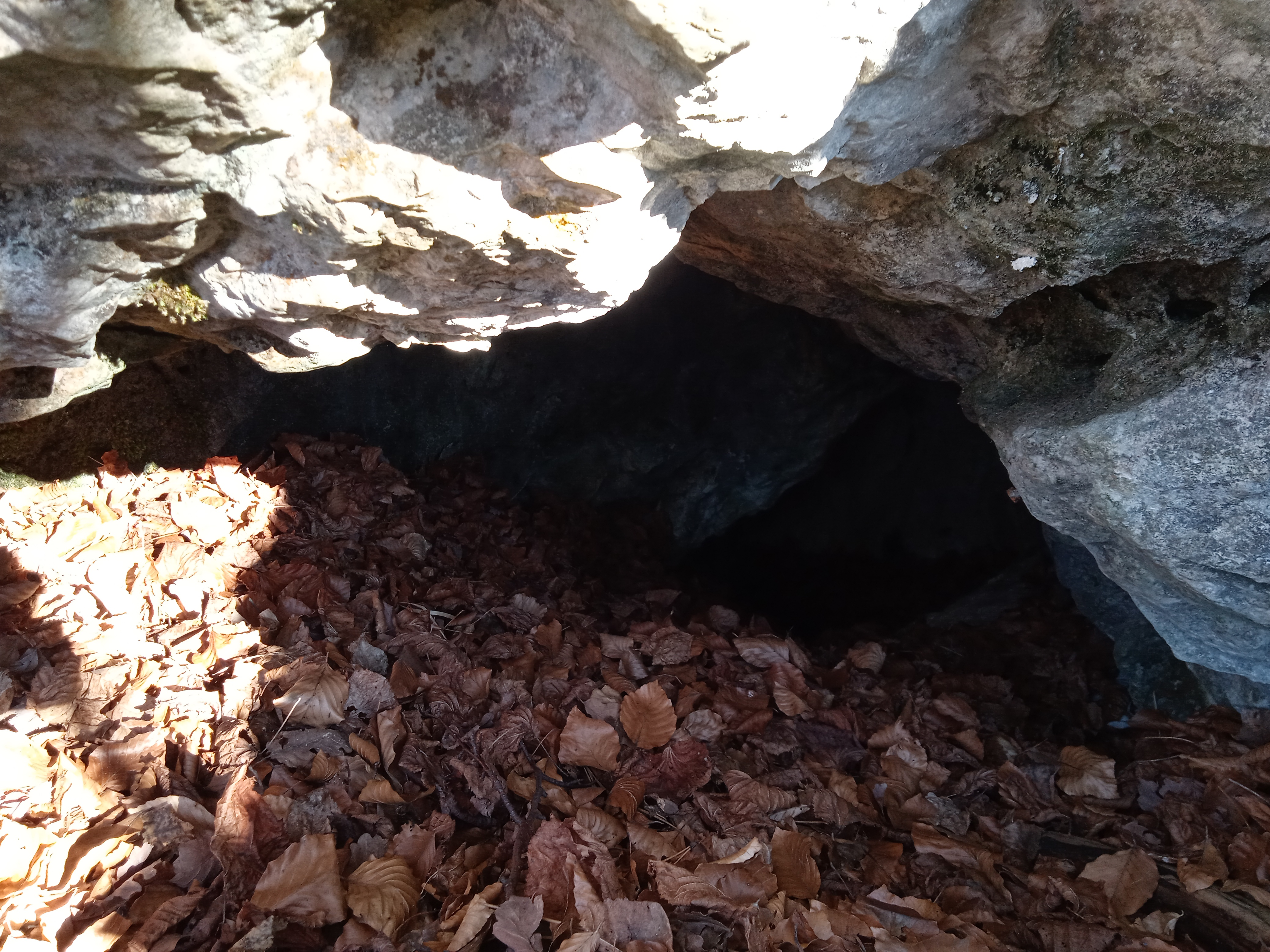
A Gombás-barlang bejárata

Az 1984. évi MKBT Beszámolóban publikálva lett a csoportjelentés, de a térképvázlat és a helyszínrajzvázlat nélkül. Az 1991-ben megjelent útikalauzban meg van ismételve az 1974-ben kiadott útikalauzban lévő rész, amely a vaskapu-völgyi barlangokat ismerteti, azzal a különbséggel, hogy az erdei kunyhó mellett a piros jelzésű turistaút fordul be a Vaskapu-völgybe. Az 1996. évi barlangnap túrakalauzában meg van említve, hogy a vaskapu-völgyi barlangok, kőfülkék és sziklaodúk közül mind méretével, mind érdekes formáival, cseppköveivel kiemelkedik a Pilis-barlang.
1997 májusában Regős József felmérte a barlangot, majd 1997 májusában Kraus Sándor elkészítette a felmérés felhasználásával a Gombás-barlang (4840-es barlangkataszteri terület) alaprajz térképét és 4 keresztszelvény térképét. Az alaprajz térképen megfigyelhető a 4 keresztszelvény elhelyezkedése a barlangban. A térképek 1:50 méretarányban mutatják be a barlangot. A térképlapon jelölve van az É-i irány. 1997. májusban Kraus Sándor rajzolt egy helyszínrajzot, amelyen a Pilis-barlang környékén lévő üregek földrajzi elhelyezkedése van ábrázolva. A rajzon látható a Gombás névvel jelölt barlang földrajzi elhelyezkedése. Kraus Sándor 1997. évi beszámolójában az olvasható, hogy az 1997 előtt is ismert, jelentős Gombás-barlangnak volt térképe 1997 előtt, de 1997-ben elkészült a barlang új térképe. A jelentésbe bekerült az 1997-ben készült helyszínrajz.
2000. szeptemberben Kiss M., Krizsán T., Papp R. és Tisza L. elkészítették a Gombás-barlang kiterített hossz-szelvény térképét. (A térképet Kiss M. szerkesztette.) A térkép 1:100 méretarányban mutatja be a barlangot. 2001-ben meg lett szerkesztve a barlang alaprajz térképe és 6 keresztmetszet térképe. Az alaprajz térképlapján jelölve van az É-i irány. Az alaprajz térképen, amely 1:100 méretarányban mutatja be a barlangot, megfigyelhető a 6 keresztmetszet elhelyezkedése a barlangban. Az 1., 3., 4., 5. és 6. keresztmetszet térkép 1:50 méretarányban, a 2. keresztmetszet térkép pedig 1:25 méretarányban mutatja be a barlangot.